# Балаганкинское муниципальное образование
Балаганкинское муниципальное образование — муниципальное образование со статусом сельского поселения в 
Усть-Удинском районе Иркутской области России. Административный центр — Балаганка.

## Демография
По результатам Всероссийской переписи населения 2010 года 
численность населения муниципального образования составила 451 человек, в том числе 237 мужчин и 214 женщин.

## Населенные пункты
В состав муниципального образования входят населенные пункты
- Балаганка[2]